# Borba jastucima
Borba jastucima je vrlo rašireni vid zabave u obliku nenasilne borbene igre u kojoj dvoje ili više ljudi, obično djece, sudjeluje u bliskoj borbi koristeći se jastucima kao oružjem. Predstavlja jednu od najpoznatijih igara općenito s brojnim referencijama u popularnoj kulturi.
U Japanu se dječji oblik ove igre naziva Makura-Nage, samo što se u njemu protivnici gađaju, a ne bore jastucima.
U gradovima diljem svijeta 1. travnja održavaju se javne borbe jastucima u sklopu proslave Međunarodnog dana borbe jastucima.
U kanadskom gradu Torontu utemeljena je u veljači 2004. Pillow Fight League (Liga borbe jastucima), poluprofesionalni športski sustav natjecanja unutar kojeg se održavaju javne borbe jastucima, u kojima mogu sudjelovati samo žene.
Prema Guinnessovoj knjizi rekorda, borba jastucima s najviše sudionika (njih 6 261) održana je u srpnju 2015. u američkom gradu Saint Paul u Minnesoti.
Američko-njemački filmski umjetnik Siegmund Lubin prvi je snimao filmove s ovim motivom: Pillow Fight i New Pillow Fight (1897.) te Pillow Fight, Reversed (1903.).

## Druge inačice
- grudanje, gađanje snježnim grudama
- prskanje vodom, u moru, rijeci, jezeru ili na kopnu